# Platz der Deutschen Einheit (Darmstadt)
Der Platz der Deutschen Einheit ist eine kleine Parkanlage in Darmstadt.
Die ca. 250 Meter lange und ca. 70 Meter breite Parkanlage entstand in der ersten Hälfte des 20. Jahrhunderts. Im Nordostteil des Parks befindet sich das 1965 errichtete „Mahnmal zur Deutschen Einheit“ von Hans Aeschbacher. Im Zentrum des Parks steht eine abstrakte Skulptur aus Kunststoff.
Am Nordrand der Parkanlage steht das Bahnhofshotel (Darmstadt) von 1912 von Eugen Seibert. Im Nordwesten grenzt der Park an den denkmalgeschützten Darmstädter Hauptbahnhof. Seit dem Jahre 1957 heißt das dreieckige Areal „Platz der deutschen Einheit“. 
In den 2000er Jahren wurde das Areal saniert.

## Denkmalschutz
Die Mosaikpflasterflächen vor dem Hauptbahnhof und auf dem Gehweg zwischen Bahnhof und Rheinstraße sind erhaltenswert; ebenso das Mahnmal und die Skulptur.

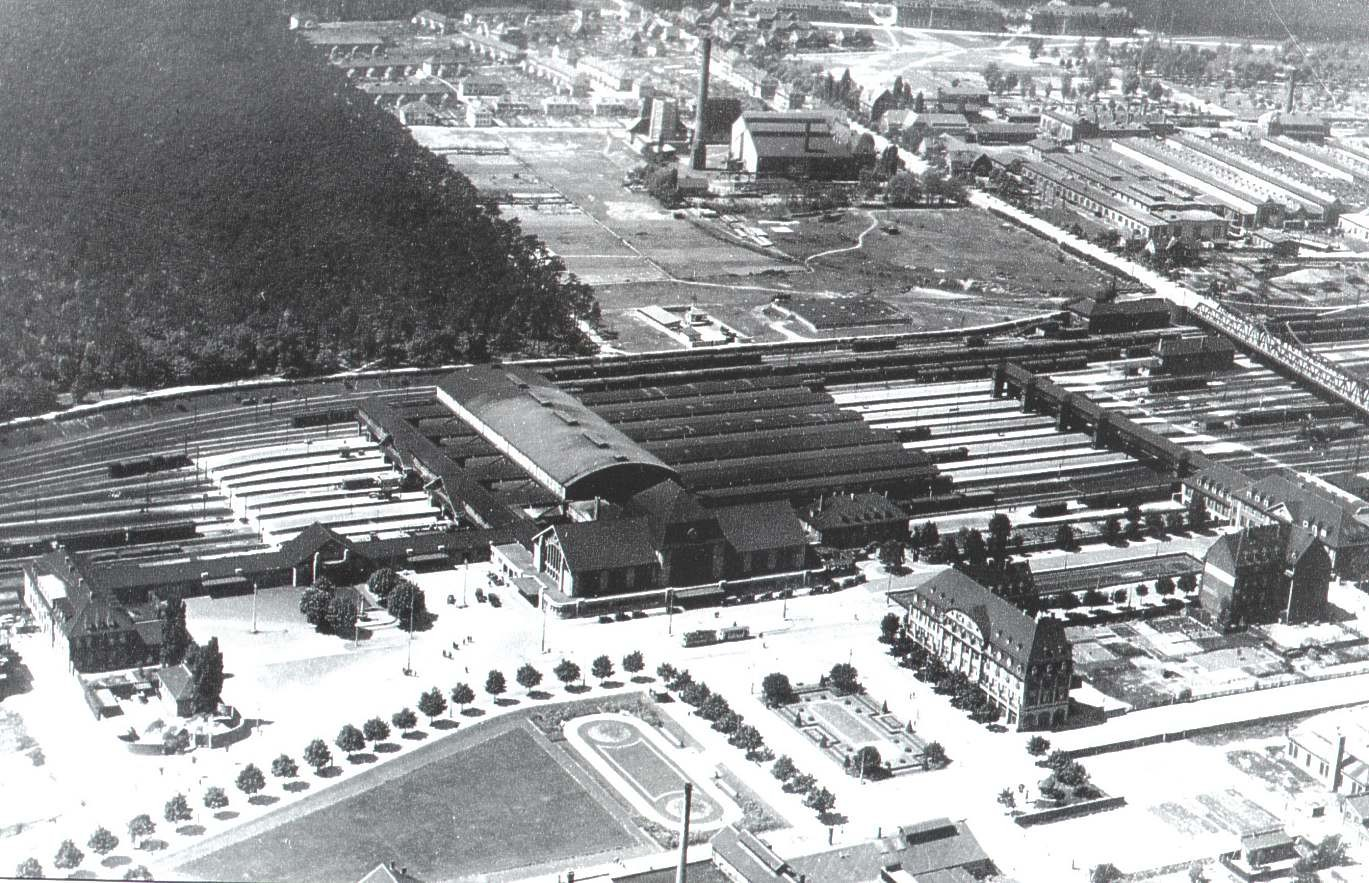
Der Darmstädter Hauptbahnhof im Jahr 1912 - Im Vordergrund der Platz der Deutschen Einheit, rechts daneben das Bahnhofshotel, die Baulücke für das später Miele-Haus sowie das Hotel zur Post
Der Darmstädter Hauptbahnhof im Jahr 1911 - Im Vordergrund die Nordostecke des Parks
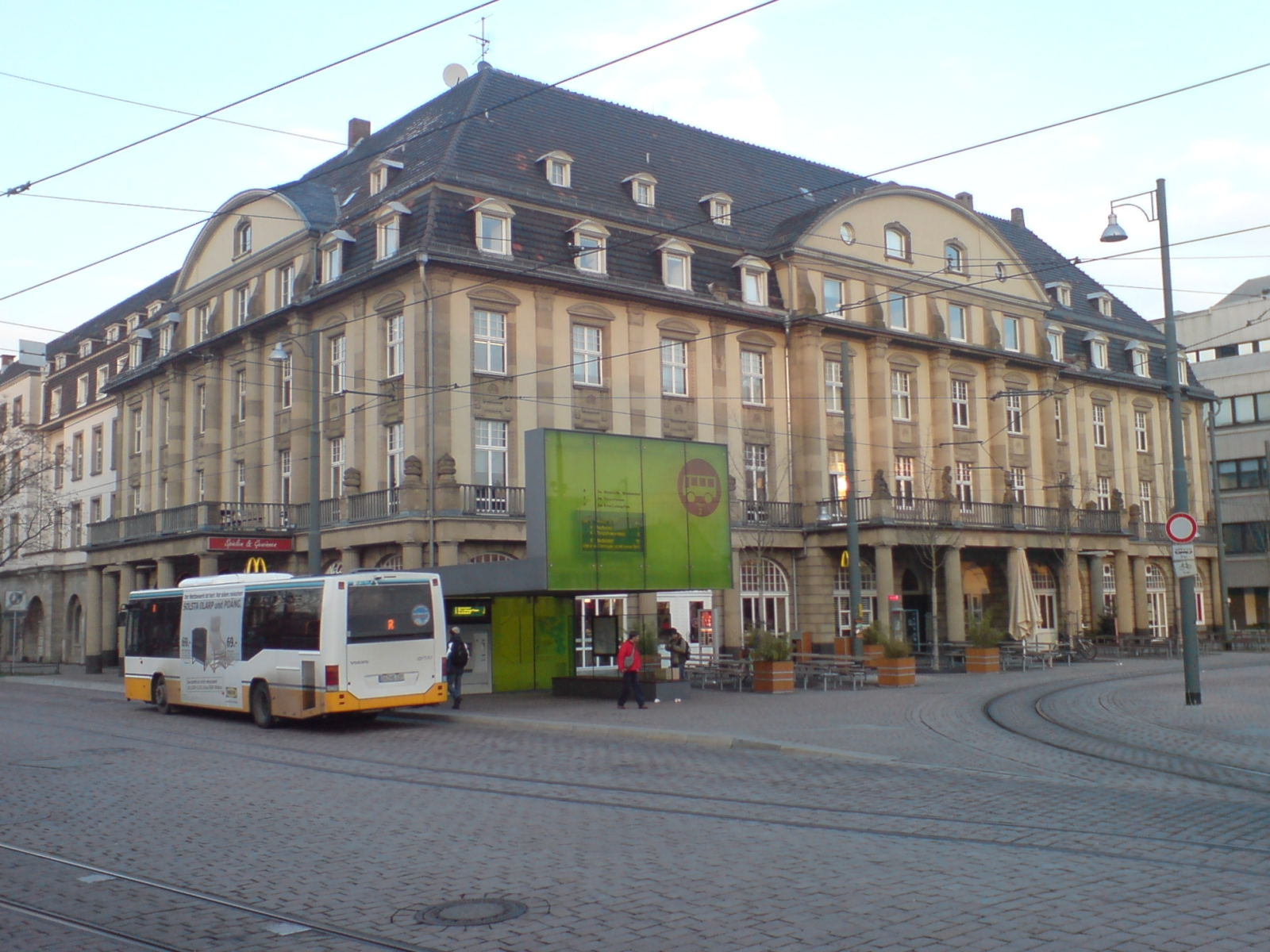
Bahnhofshotel von 1912 von Eugen Seibert (2009)
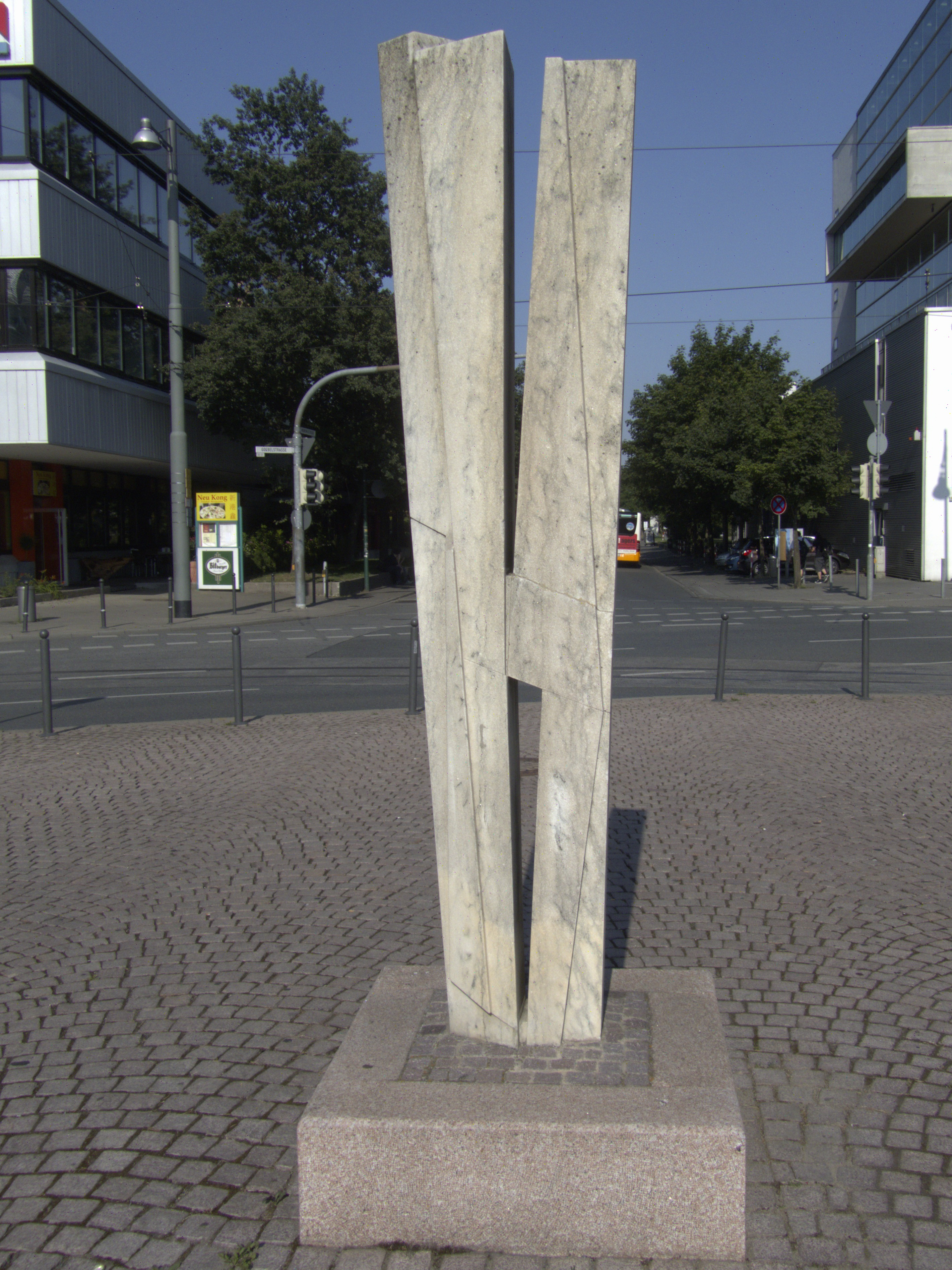
„Mahnmal zur Deutschen Einheit“ (2015)